# K.J. Yesudas
K.J. Yesudas (ur. 10 stycznia 1940) – indyjski wokalista podkładający głos w piosenkach filmowych.
Pierwsze nauki pobierał od swego ojca, znanego muzyka klasycznego i aktora teatralnego. Kształcił się w akademii muzycznej w Thrippunithura oraz w Sree Swathithirunal Music Academy w Trivandrum. Pracę w przemyśle filmowym rozpoczął w 1961, w 1974 debiutował w Bollywood. W 1965 odwiedził ZSRR dając koncerty w różnych miastach. Wykonywał utwory w między innymi w językach tamilskim, telugu, hindi, malajalam, kannada, bengalskim, gudżarati, łacińskim, arabskim, rosyjskim i angielskim.
Został uhonorowany Padmą Shri (1975) i Padmą Bhushan (2002). Siedmiokrotnie nagradzany National Film Award (1972, 1973, 1976, 1982, 1987, 1991, 1993), ośmiokrotnie Tamil Nadu State Film Award, przeszło dwudziestokrotnie Kerala State Film Awards, czterokrotnie Andhra Pradesh State Film Award (Nandi Award) oraz raz West Bengal State Film Award. Posiada doktoraty honorowe Annamalai University (1989), Kerala University (2003) i Mahatma Gandhi University (2009).